# Championnat d'Australie des manufacturiers
 (mars 2025).
Si vous disposez d'ouvrages ou d'articles de référence ou si vous connaissez des sites web de qualité traitant du thème abordé ici, merci de compléter l'article en donnant les références utiles à sa vérifiabilité et en les liant à la section « Notes et références ».
Le Championnat d'Australie des manufacturiers (Australian Manufacturers Championship en anglais) est un ancien championnat australien de sport automobile dont le titre, décerné par la Confédération du sport mécanique australien, récompensait le constructeur de la voiture qui a terminé la saison avec le plus de points. Alors que les deux premiers championnats étaient seulement réservés aux voitures de production du Groupe E, les éditions suivantes, jusqu'en 1991, adoptèrent la réglementation du Championnat d'Australie des voitures de tourisme. En 1992 et 1993, aucun titre ne fut attribué, mais en 1994 le championnat fut relancé et disputé par des voitures de tourisme 2.0 litre Classe 2 (qui deviendrait plus tard le Supertourisme). Le championnat fut de nouveau suspendu entre 1995 et 2007 mais recréé en 2008. À partir de cette date, il était incorporé au Championnat d'Australie des voitures de production (en) et s'appliquait aux constructeurs de voitures de production du groupe 3E.
Depuis 2016, il a été complètement remplacé par le Championnat d'Australie des voitures de production (en).

## Palmarès

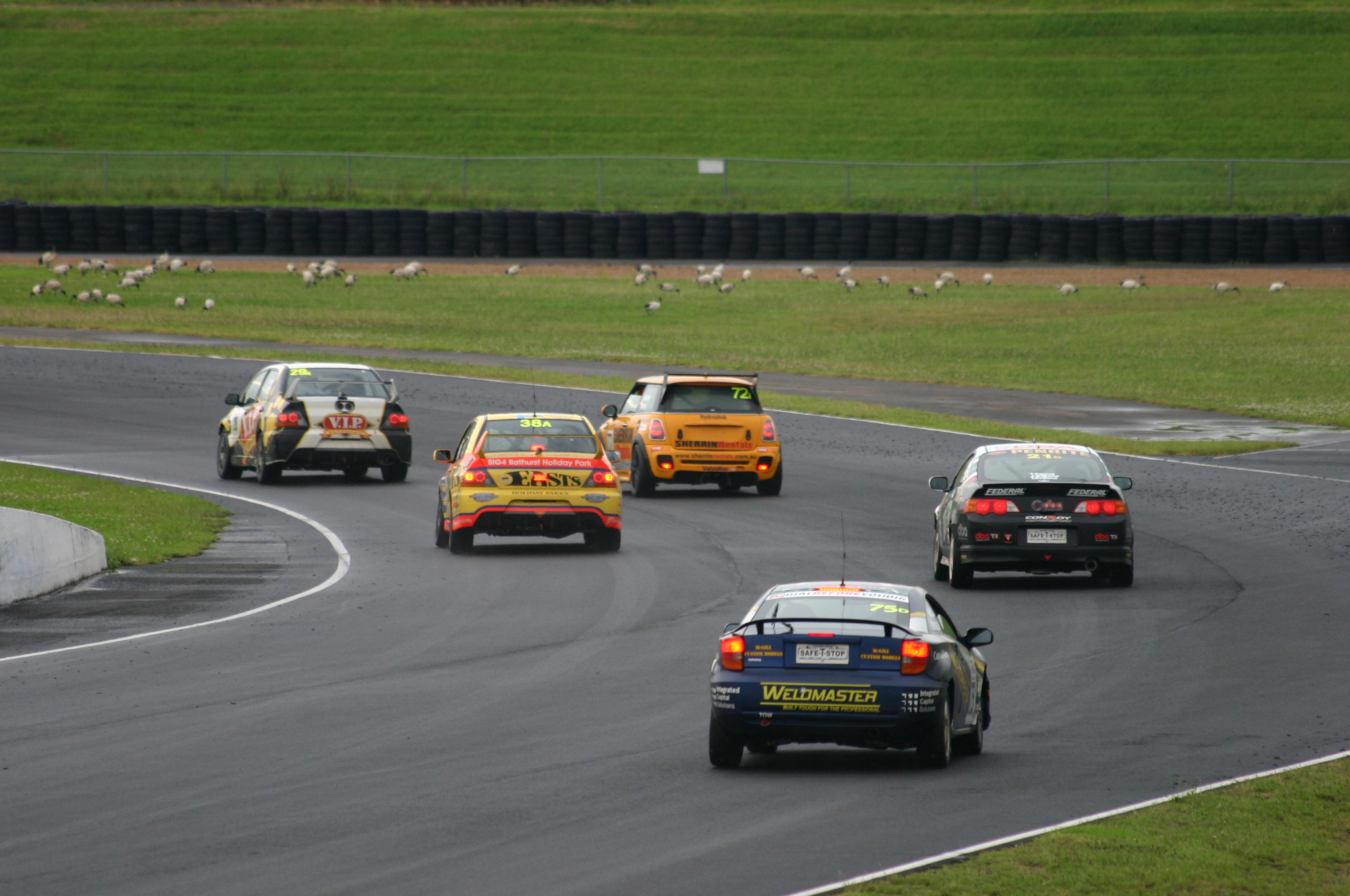
Course à Sydney en 2011.

| Année     | Nom du championnat                         | Constructeur champion       |
| --------- | ------------------------------------------ | --------------------------- |
| 1971      | Australian Manufacturers' Championship     | Holden-General Motors       |
| 1972      | Australian Manufacturers' Championship     | Ford                        |
| 1973      | Australian Manufacturers' Championship     | Holden-General Motors       |
| 1974      | Australian Manufacturers' Championship     | Holden-General Motors       |
| 1975      | Australian Manufacturers' Championship     | Holden-General Motors       |
| 1976      | Australian Championship of Makes           | Holden-General Motors       |
| 1977      | Australian Championship of Makes           | Ford                        |
| 1978      | Australian Championship of Makes           | Ford                        |
| 1979      | Australian Championship of Makes           | Holden-General Motors       |
| 1980      | Australian Championship of Makes           | Holden-General Motors       |
| 1981      | Australian Endurance Championship          | Toyota                      |
| 1982      | Australian Endurance Championship of Makes | Nissan                      |
| 1983      | Australian Endurance Championship of Makes | Holden-General Motors Mazda |
| 1984      | Australian Endurance Championship of Makes | Mazda                       |
| 1985      | Australian Manufacturers' Championship     | BMW                         |
| 1986      | Australian Manufacturers' Championship     | Nissan                      |
| 1987      | Australian Manufacturers' Championship     | BMW Nissan                  |
| 1988      | Australian Manufacturers' Championship     | Ford Toyota BMW             |
| 1989      | Australian Manufacturers' Championship     | Toyota                      |
| 1990      | Australian Manufacturers' Championship     | Ford                        |
| 1991      | Australian Manufacturers' Championship     | Nissan                      |
| 1994      | Australian Manufacturers' Championship     | BMW                         |
| 1995-2007 | — non disputé —                            |                             |
| 2008      | Australian Manufacturers' Championship     | Hyundai                     |
| 2009      | Australian Manufacturers' Championship     | Mitsubishi                  |
| 2010      | Australian Manufacturers' Championship     | Mitsubishi                  |
| 2011      | Australian Manufacturers' Championship     | Mitsubishi                  |
| 2012      | Australian Manufacturers' Championship     | Mitsubishi                  |
| 2013      | Australian Manufacturers' Championship     | Mitsubishi                  |
| 2014      | Australian Manufacturers' Championship     | BMW                         |
| 2015      | Australian Manufacturers' Championship     | BMW Australie               |